# نیم چارلز
نیم چارلز (انگلیسی: Niamh Charles؛ زادهٔ ۲۱ ژوئن ۱۹۹۹) بازیکن فوتبال اهل انگلستان است.
از باشگاه‌هایی که در آن بازی کرده‌است می‌توان به باشگاه فوتبال زنان لیورپول و باشگاه فوتبال زنان چلسی اشاره کرد.
وی همچنین در تیم‌های ملی فوتبال England women's national under-17 football team, England women's national under-19 football team, England women's national under-20 football team، و زنان انگلستان بازی کرده‌است.